# 新埃文鎮區 (明尼蘇達州雷德伍德縣)
新埃文鎮區（英語：New Avon Township）是位於美國明尼蘇達州雷德伍德縣的一個行政鎮區。

## 歷史
新埃文鎮區於1872年成立，得名自位於緬因州的埃文。

## 地方資料
新埃文鎮區的面積為93.27平方千米，當中陸地面積為93.24平方千米，而水域面積為0.03平方千米。根據2020年美國人口普查的數據，當地共有人口190人，而人口密度為每平方千米2.04人。